# Чіха Дар
Чіха Дар, або Боздаг (араб. جبل_شيخا_دار‎, укр. Чорний Шатер) — вершина, розташована на кордоні Іраку з Іраном. Чіха Дар вважається найвищою вершиною Іраку. Чіха Дар входить у гірську систему Ірану Загрос, що частково простягається і на територію Іраку.

## Сходження на Чіха Дар
У 2004 році англійський дослідник Джиндж Фуллен здійснив сходження на Шеєха-Дар з виміром висоти, зафіксувавши висоту вершини в 3628 метрів над рівнем моря. Попри те, що отримані Фулленом координати збіглися з даними системи SRTM, виміряна висота виявилася вищою за зареєстроване в ній значення 3611 метрів.
18 березня 2011 року Джонатан Бесвік і Меттью Дюпюї здійснили перше зареєстроване зимове сходження. Експедиція підтвердила висоту вершини 3611 метрів над рівнем моря.

## Навколишня місцевість
В безпосередній близькості до гори, між селом Gundah Zhur та дорогою Гамільтона, є небезпека потрапити на мінні поля. Деякі ділянки відзначені червоними знаками, що нагадують про небезпеку. На околицях міста Чоман за 20 кілометрів на південь можна зустріти курдські військові патрулі.
Найближча вершина на території Іраку називається Халгурд. Її зареєстрована висота 3607 метрів, і раніше саме вона вважалася найвищою вершиною Іраку.